# アルザス風シュークルート
アルザス風シュークルートは、アルザスの伝統的な食品加工品である。キャベツの自然発酵によりできる。
付け合わせを添えたシュークルート・ガルニ（choucroute garni）は、豚肉加工食品（ベーコン、ソーセージ、ハムなど）とジャガイモを加えたものか、もしくは魚や海の幸を添えた海鮮物のシュークルートもある。

## 構成
アルザス風シュークルートは、細く切られたキャベツの葉を保存に必要な量の塩を加えて乳酸発酵させたもの。

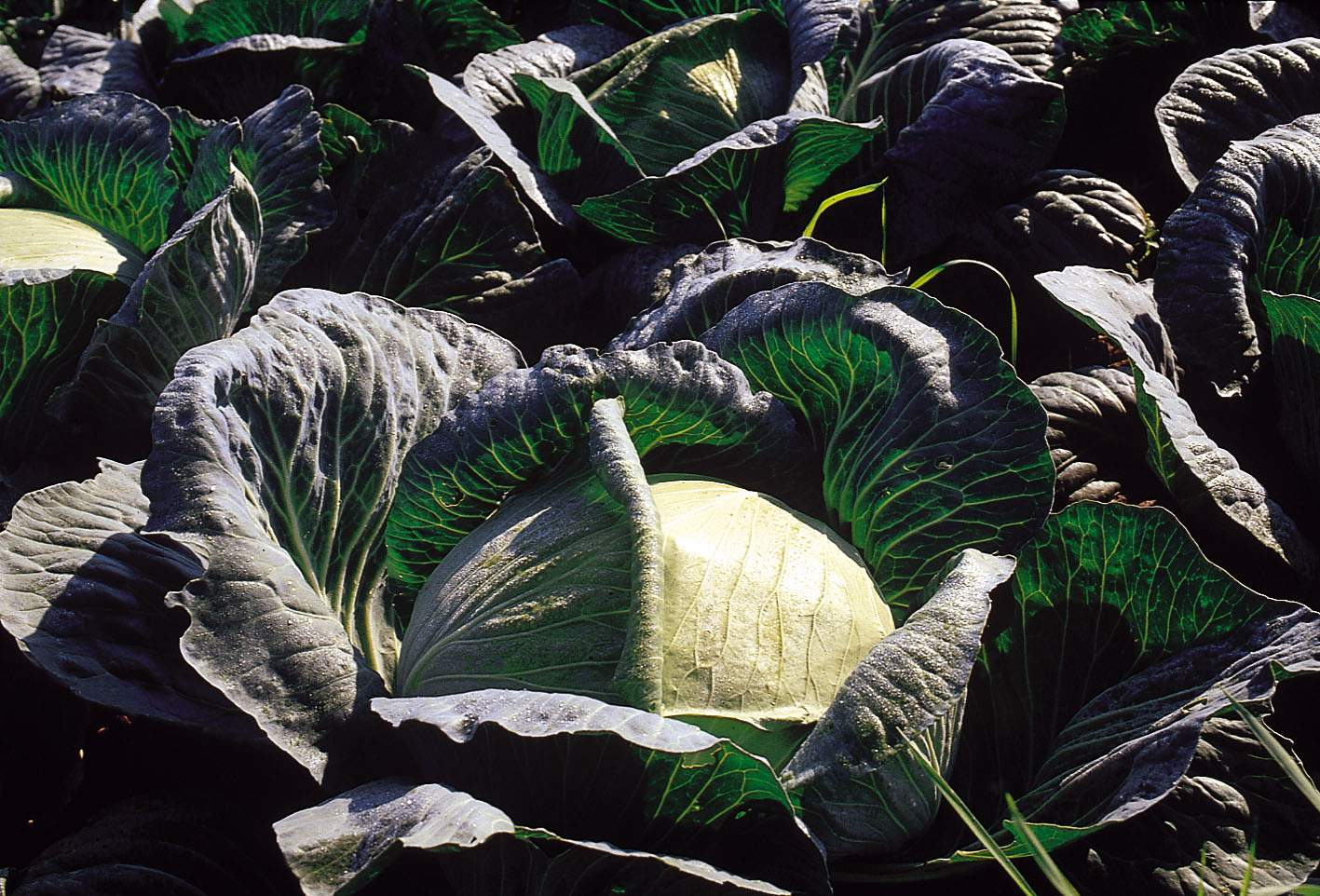
アルザスのシュークルート用キャベツ
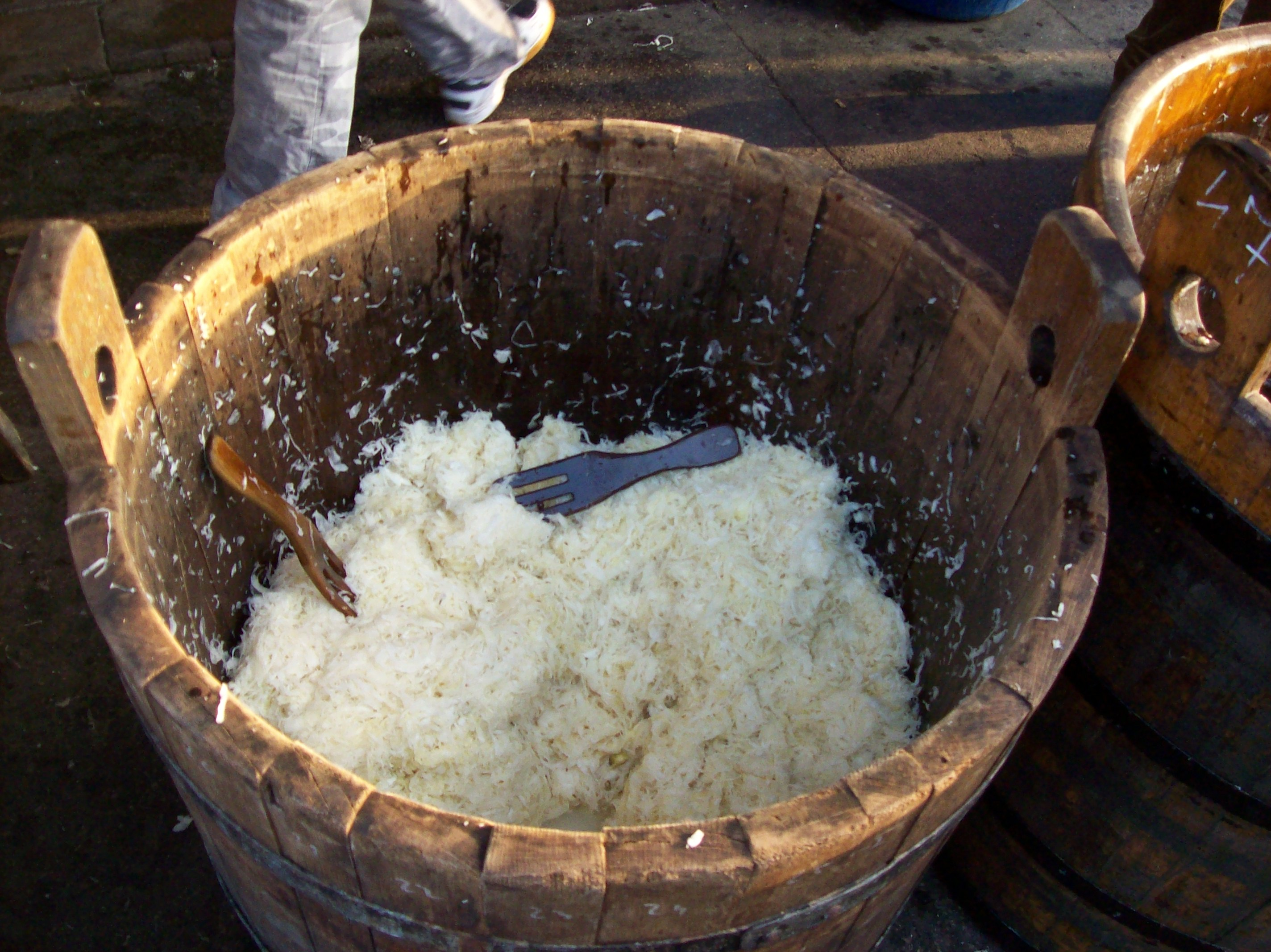
乳酸による発酵後の状態
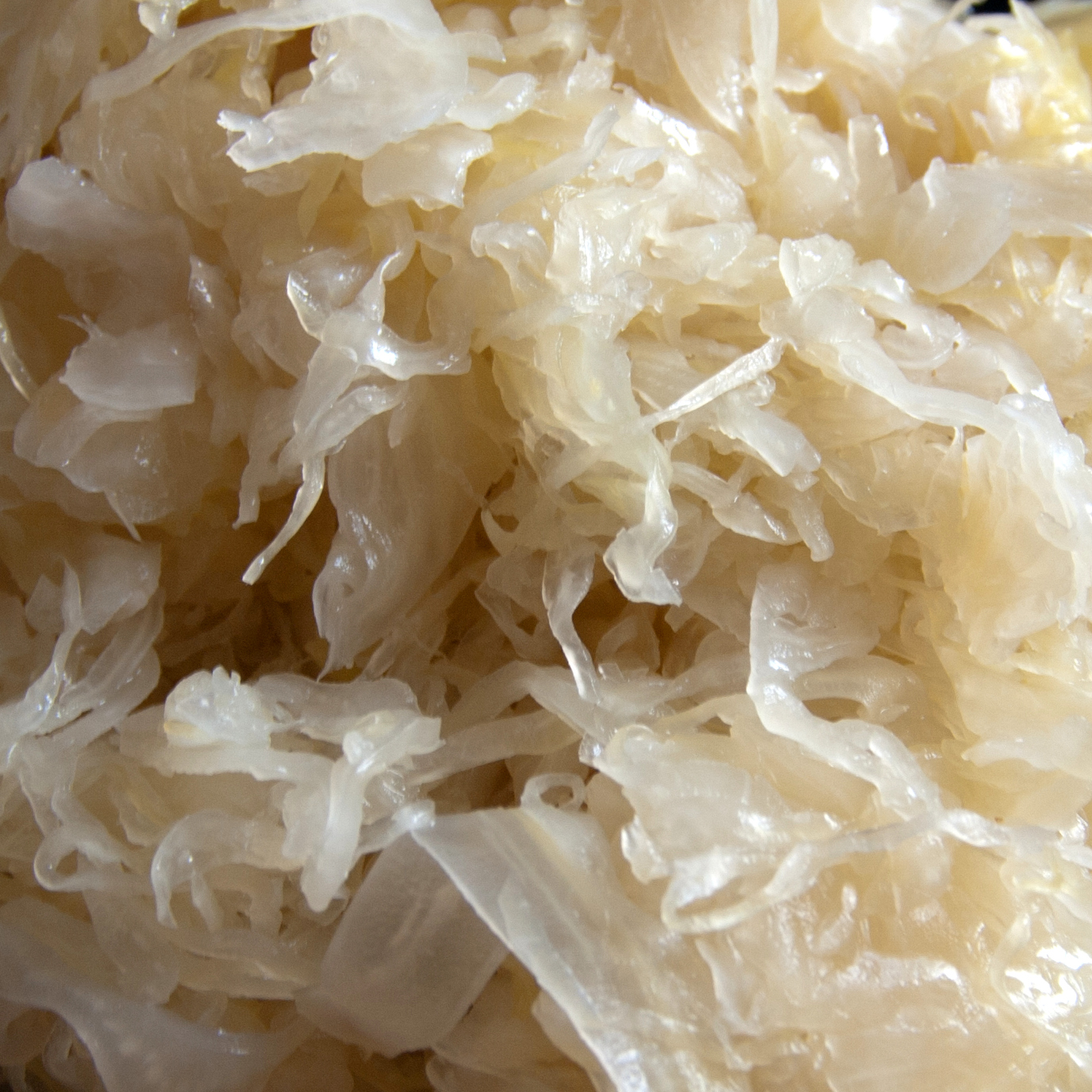
生のシュークルート

アルザス風シュークルートの特徴:
- 細長い
- 白色～淡黄色
- 少し酸味がある

シュークルートは様々な方法で食される。サラダには生で、添え物として煮たり。アルザス風シュークルートは、基本的には添え物と一緒のシュークルート・ガルニとして知られている。それは、数種類の豚肉加工品とジャガイモが添えられている。決められた材料というのは原則ない。しかし伝統は守られている。昔からの材料は、ソーセージの3種類。フランクフルト・ソーセージ、クナック（ストラスブール・ソーセージ）、そしてモンベリアール・ソーセージに豚の干したすね肉やもも肉がつく。魚やガチョウからつくられるものもあるが、あまり代表的ではない。

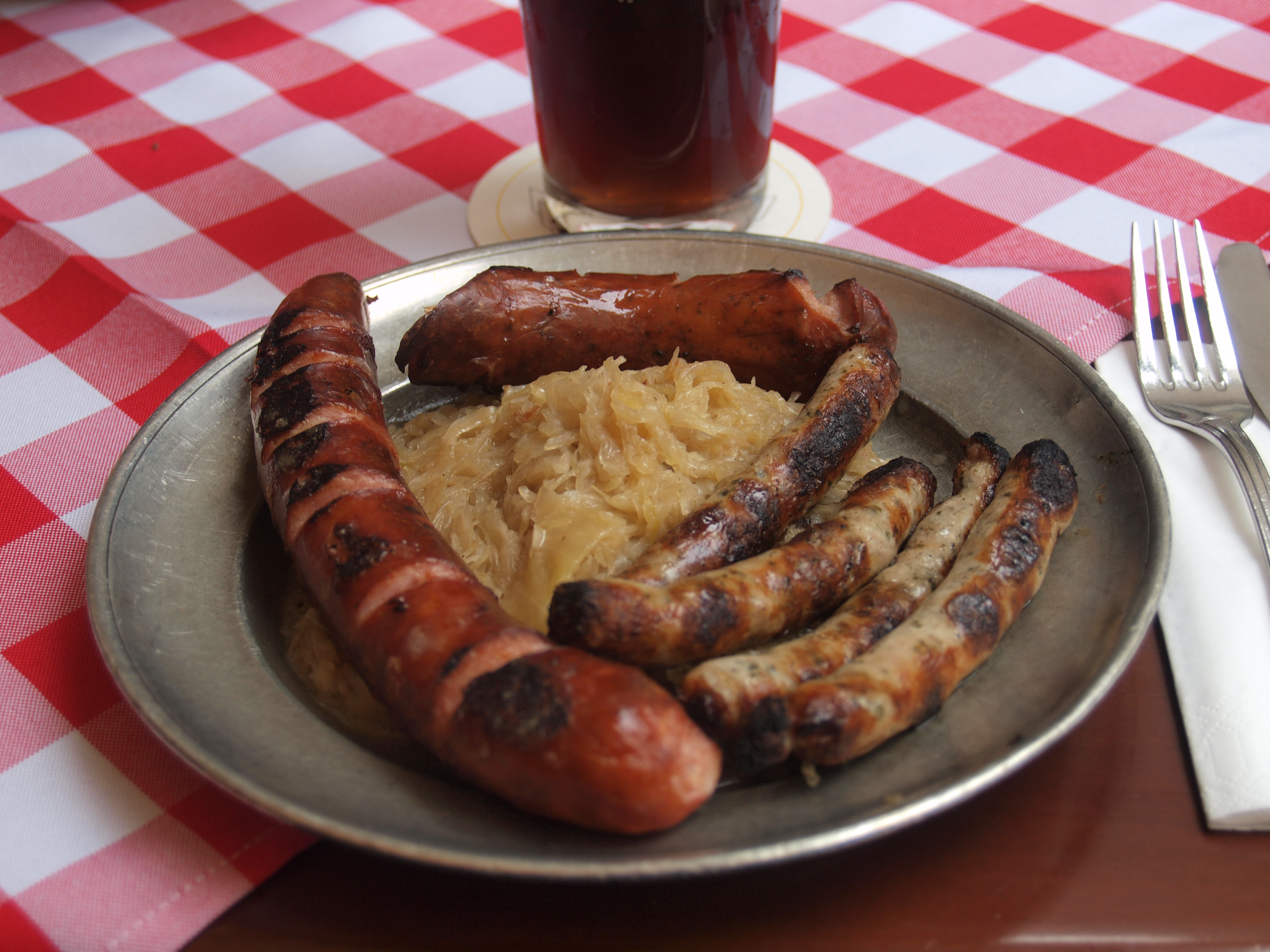
ソーセージの付け合わせ
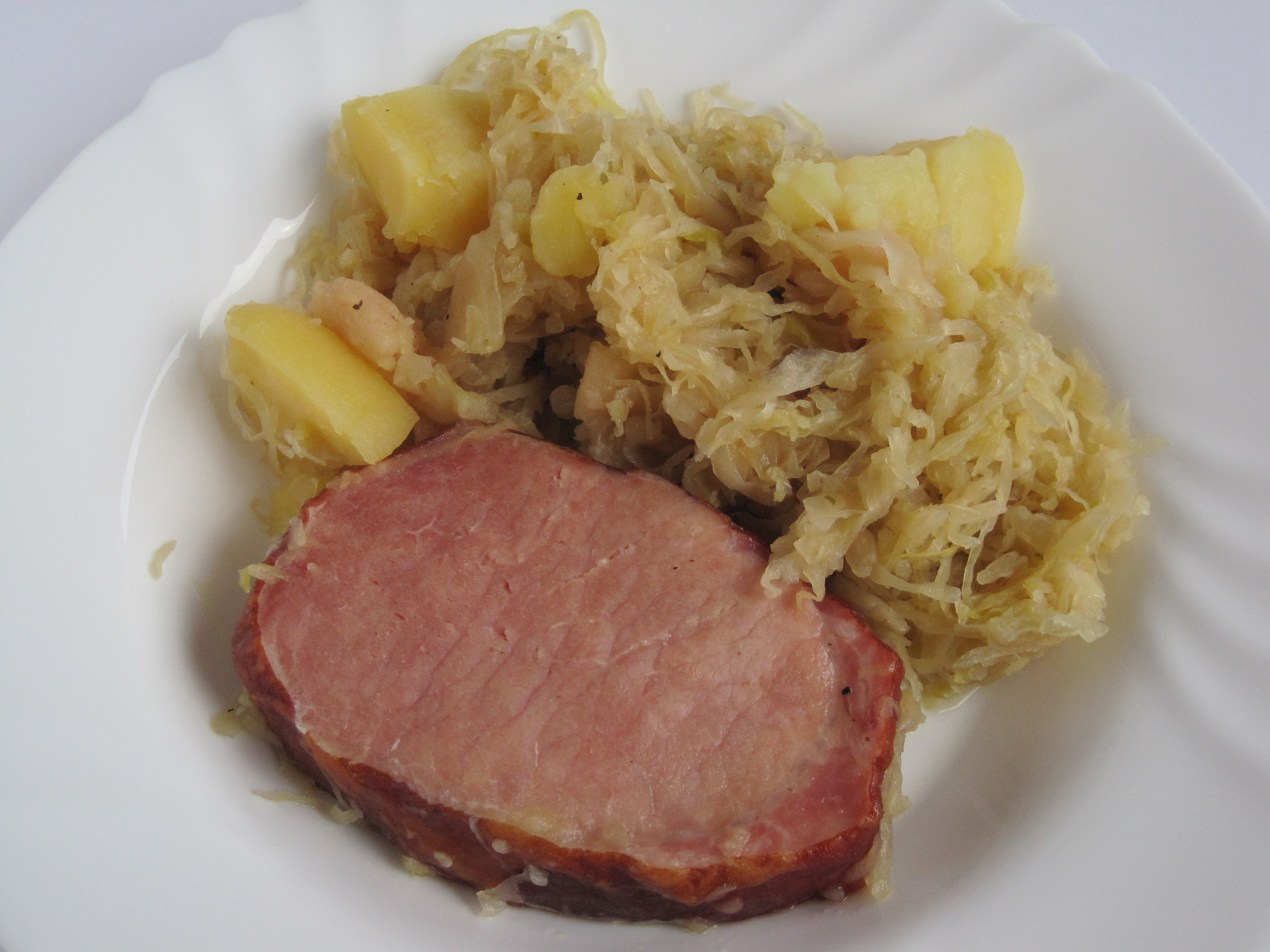
肉とジャガイモの付け合わせ
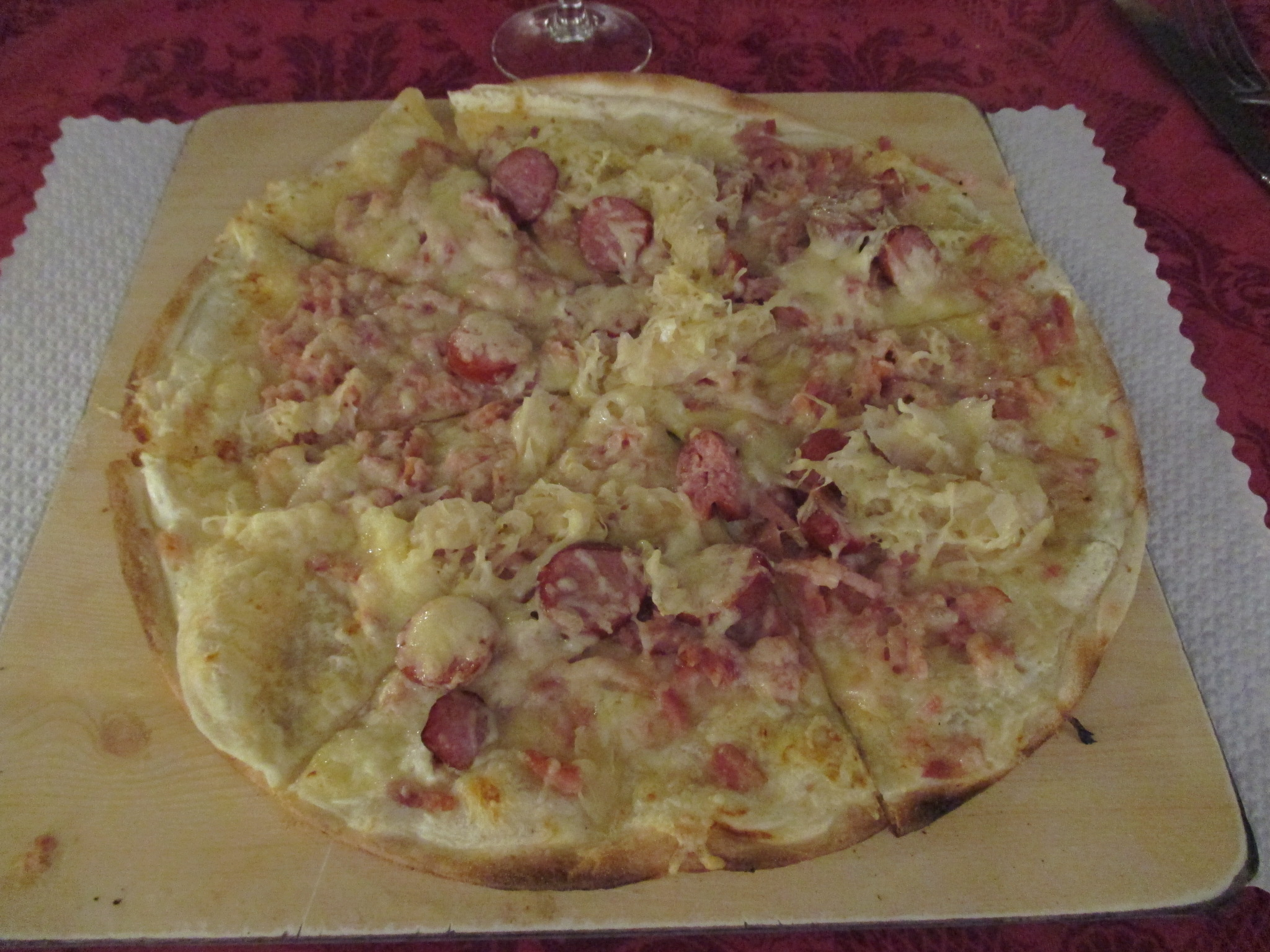
シュークルートを使ったストラスブールのタルト・フランベ
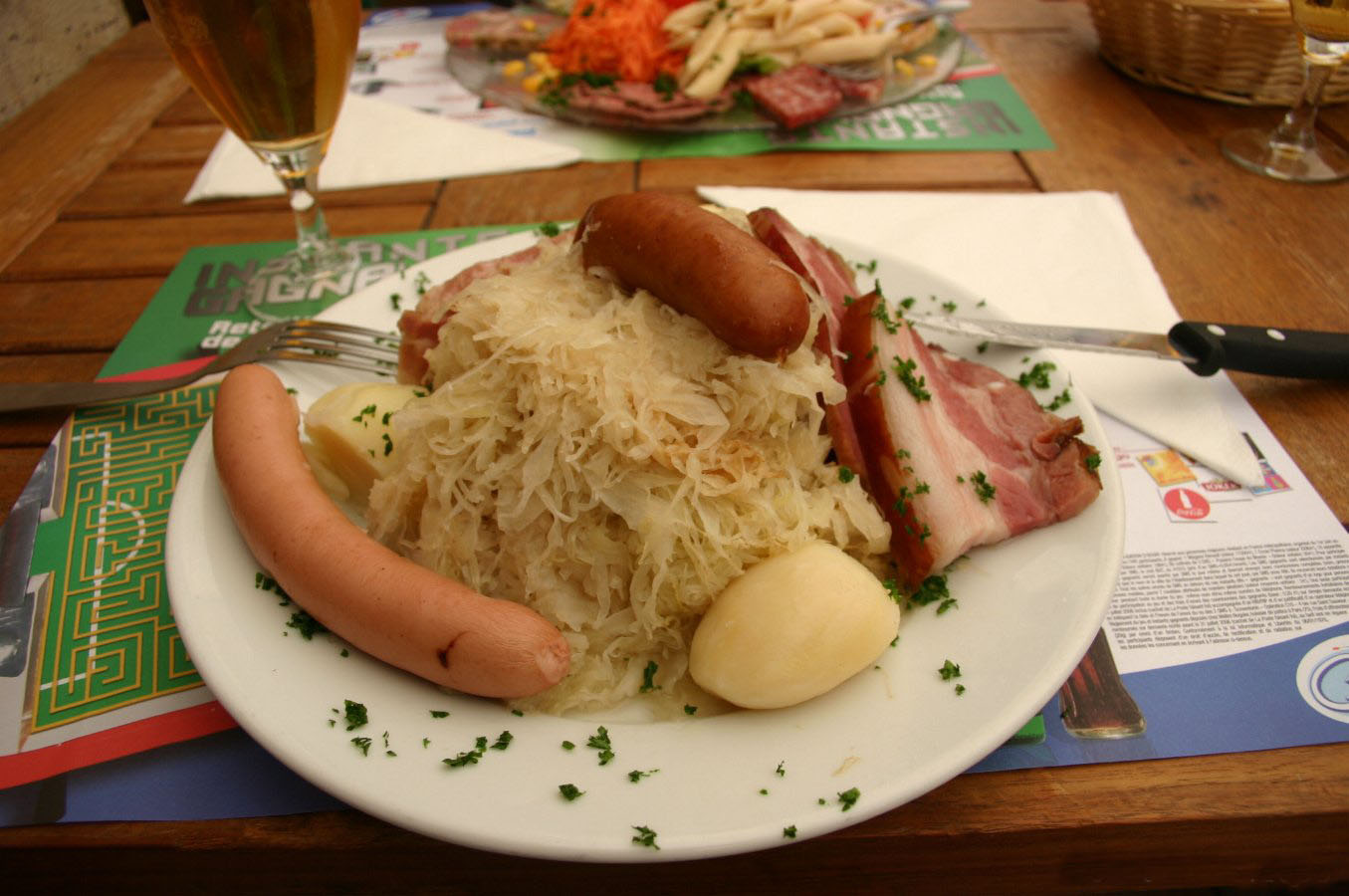
アルザス風シュークルート・ガルニ1
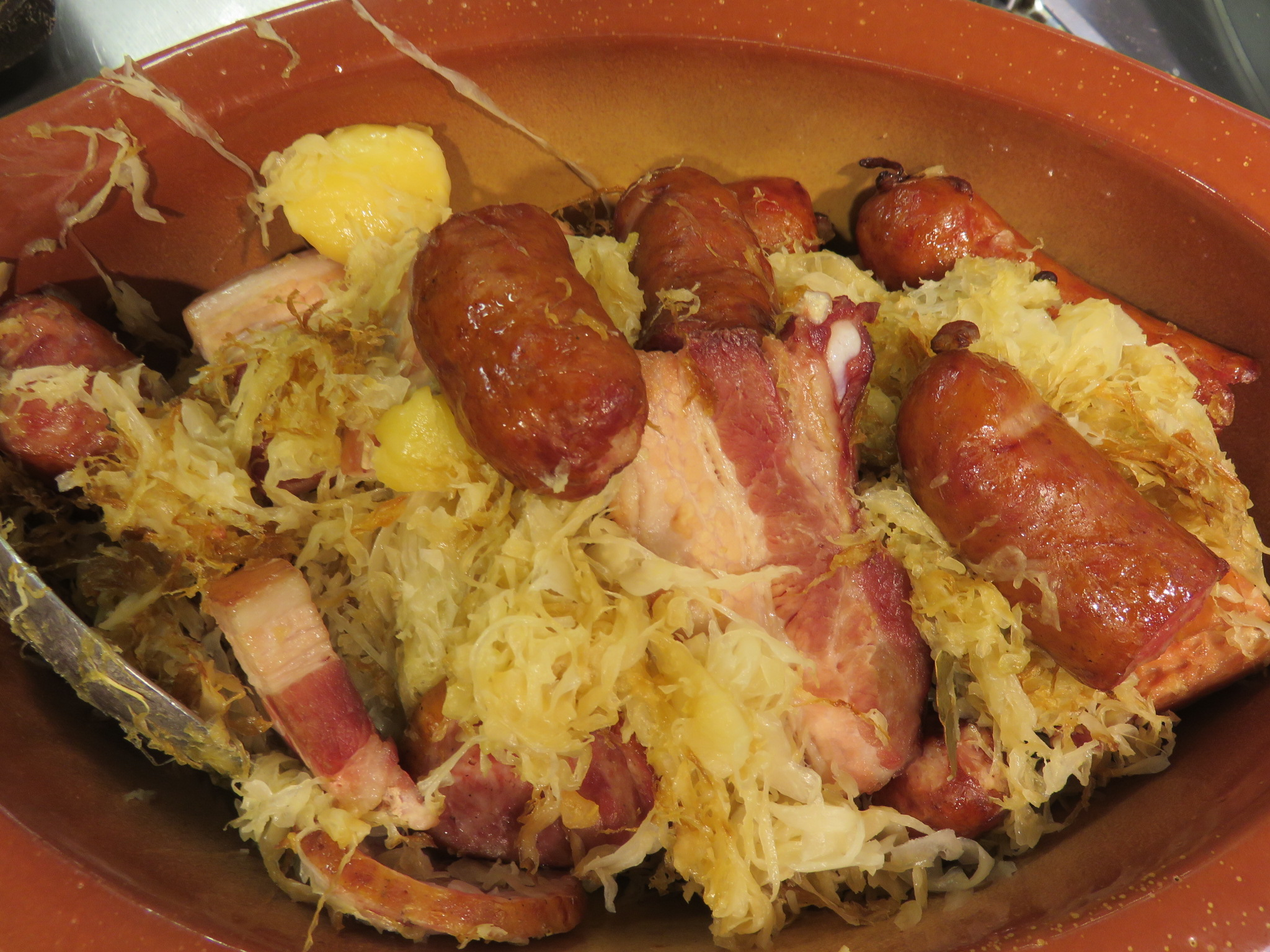
アルザス風シュークルート・ガルニ2